# Yua
Yua  (лат.) — олиготипный род двудольных растений рода семейства Виноградовые (Vitaceae). Выделен китайским ботаником Ли Чаолуанем в 1990 году.

## Систематика
По данным The Plant List, род включает в себя следующие виды:
- Yua austro-orientalis (F.P.Metcalf) C.L.Li
- Yua thomsonii (M.A.Lawson) C.L.Li

Типовой вид — Yua thomsonii.

## Распространение, общая характеристика
Встречаются в Китае, Индии и Непале; Yua austro-orientalis — эндемик Китая.
Древесные лианы.
Цветки с пятью лепестками.
Ягоды сферические, со специфическим кисло-сладким вкусом.
Семя плоское.